# Stangensignal
Ein Stangensignal ist eine moderne Art der Vermarkung von Festpunkten in der Geodäsie; sie ist auch als Fernziel verwendbar und ersetzt die früher häufig eingesetzten Holzpyramiden.
Die Stange besteht aus einem etwa fünf bis acht Zentimeter starken, meist etwa drei Meter hohen Metallrohr, auf dessen oberen Teil eine dreidimensionale Zielmarke angebracht ist. In der einfachsten Version besteht sie aus zwei rechtwinklig gekreuzten schwarzen oder gelben Metallplatten, die von allen Seiten ein symmetrisches Bild für ein genaues Anzielen ergeben. Die kontrastreiche Ausführung in Schwarz oder Grellgelb (vereinzelt Orangerot) ist insofern günstig, als solche Farbtöne in der Natur kaum vorkommen.
Für die Stange genügt eine einfache Betonfundierung, sofern sie unter die maximale Frostgrenze des Gebietes reicht, oder direkt ein Bohrloch im natürlichen Fels.
Auch Staatsgrenzen werden zunehmend in ähnlicher Art durch Stangen stabilisiert.